# Museo del tesoro della cattedrale di San Lorenzo

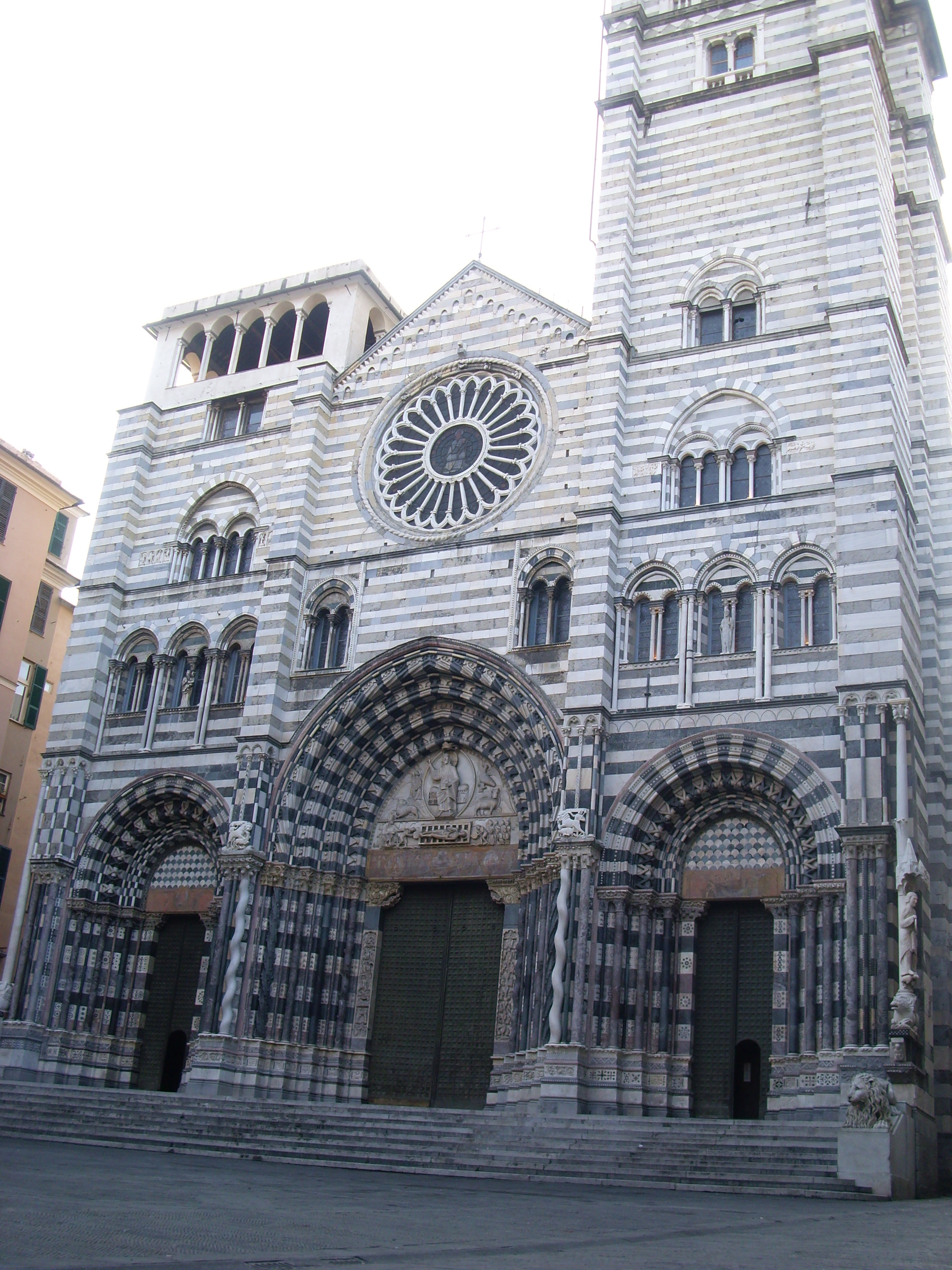
La cattedrale di San Lorenzo a Genova

Il Museo del tesoro della cattedrale di San Lorenzo è il museo situato negli ambienti sotterranei della cattedrale di San Lorenzo, nel centro storico di Genova.

## Storia
Il tesoro della cattedrale di San Lorenzo iniziò a formarsi come raccolta di oggetti già dal XII secolo; nei secoli successivi si incrementò grazie a donazioni ufficiali e private, contributi "di stato" e di devozione, bottini di guerra.
Particolare ricchezza e varietà attestano gli inventari conosciuti, datati fra Tre e Cinquecento, ma soltanto pochissimi fra gli oggetti in essi registrati sono pervenuti a noi. Varie cause, come il mutare dei gusti e la necessità di denaro liquido per far fronte a eventi politici e sociali di particolare gravità minarono l'integrità del suo patrimonio.
Il tesoro divenne un museo nel 1892, in occasione del quarto centenario della scoperta dell'America, quando si decise di dare a questo prezioso patrimonio una sistemazione stabile, rendendolo visibile al pubblico in permanenza. Vennero costruiti tre grandi armadi dotati di serrande di sicurezza:
- uno con le pertinenze del Capitolo;
- uno con quelle del Comune
- uno con quelle della Protettoria della Cappella del Precursore.

La sistemazione era in un ambiente retrostante l'ampia sacrestia. Gli oggetti vennero disposti scenograficamente. Il pubblico poteva ammirarli direttamente. In tale sistemazione il tesoro giunse fino alla seconda guerra mondiale.
Nel secondo dopoguerra, si ricavarono, sotto il cortile del Palazzo Arcivescovile, alle spalle della cattedrale, ambienti sotterranei nuovi, destinati specificamente ad accogliere il museo attuale. La scelta fu dettata dall'assoluta mancanza di spazio. Il museo fu inaugurato dal cardinale Giuseppe Siri nel 1956.
Il progetto degli ambienti fu di Franco Albini con la collaborazione di Franca Helg ed unanimemente considerato una delle opere più significative di inserimento moderno in un edificio antico del razionalismo italiano in architettura. La disposizione dei pezzi venne curata da Caterina Marcenaro, direttrice dei musei civici.
Recentemente è stato effettuato un restauro ad opera dell'architetto Giovanni Torteli, al fine di rimediare all'invecchiamento della struttura e di adeguare gli impianti alla normativa vigente.

## Architettura

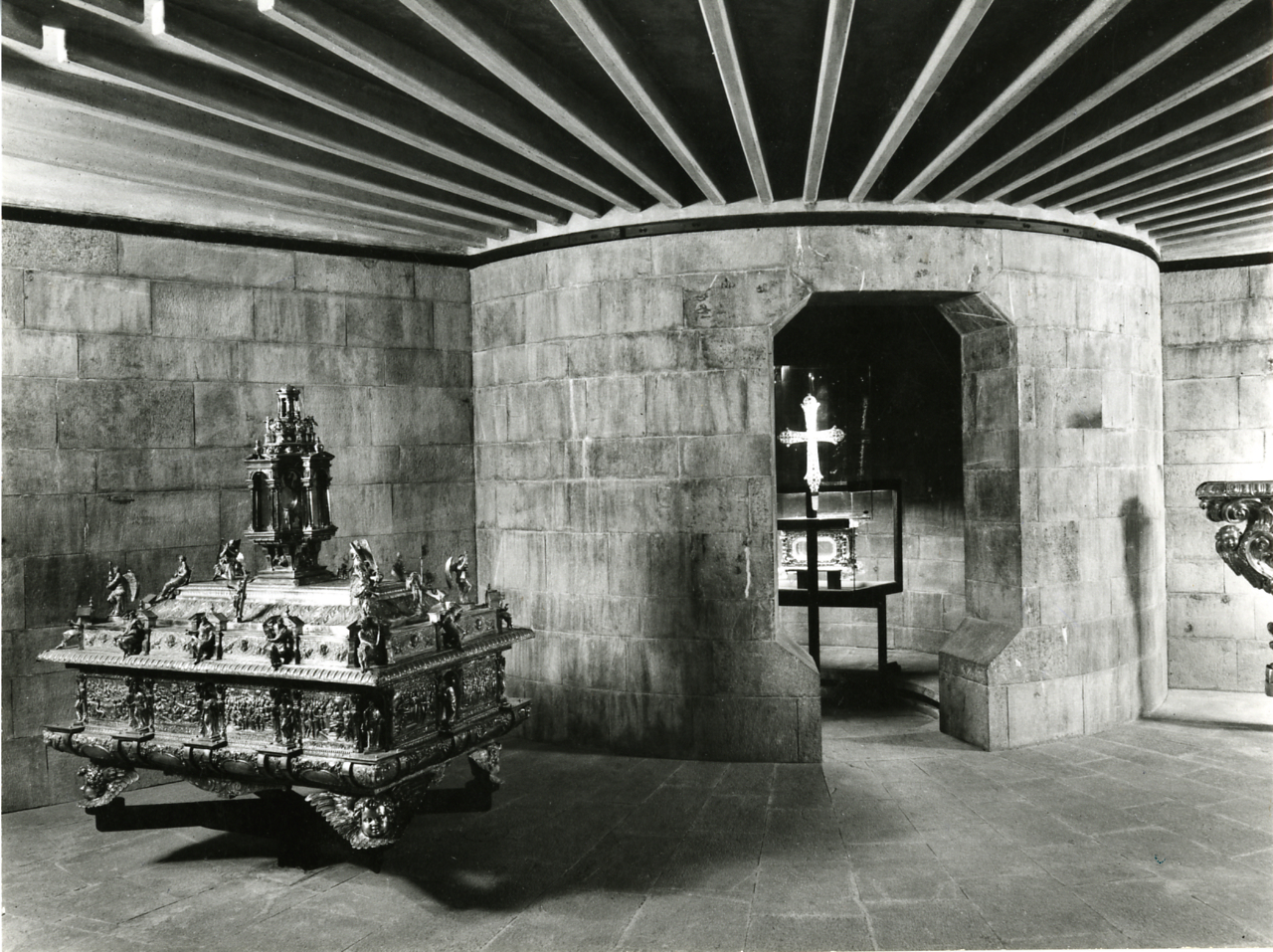
L'allestimento museale di Franco Albini. Foto di Paolo Monti, 1963.

L'allestimento del museo fu realizzato dal 1952 al 1956 su progetto dell'architetto Franco Albini, ed è riconosciuta all'interno della museologia moderna come un capolavoro a livello internazionale. È una di quelle opere "eccellenti", come le definisce Leonardo Benevolo nella sua Storia dell'Architettura Moderna, degli architetti italiani del dopoguerra, che si situano all'interno del Movimento Moderno in Italia, con il suo attento inserirsi nell'ambiente costruito storico, ed in quel variegato dispiegarsi del Razionalismo italiano.
Gli ambienti sotterranei in pietra grigia, immersi in penombra, richiamano le costruzioni a thòlos del mondo miceneo
La struttura architettonica del museo si articola in brevi corridoi che conducono a un piccolo atrio su cui prospetta un primo ambiente circolare; poi una stanza centrale, di forma irregolare, su cui si innestano altri tre ambienti circolari, di dimensioni sempre maggiori.
Blocchi di pietra nera di promontorio sono impiegati nei pavimenti e nelle pareti, mentre il vetrocemento e il cemento armato costituiscono le coperture dei vari ambienti.

L'allestimento di Franco Albini nelle foto di Paolo Monti, 1963
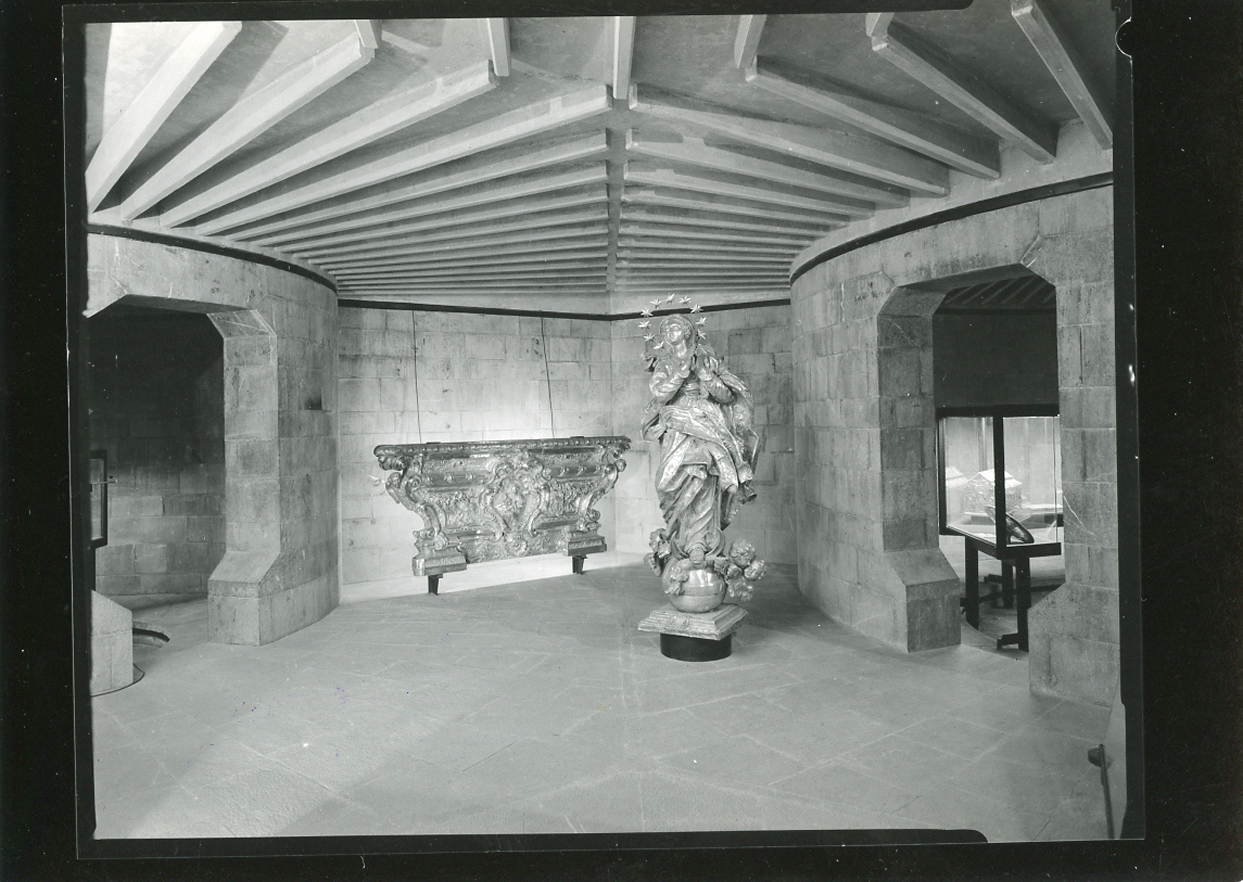
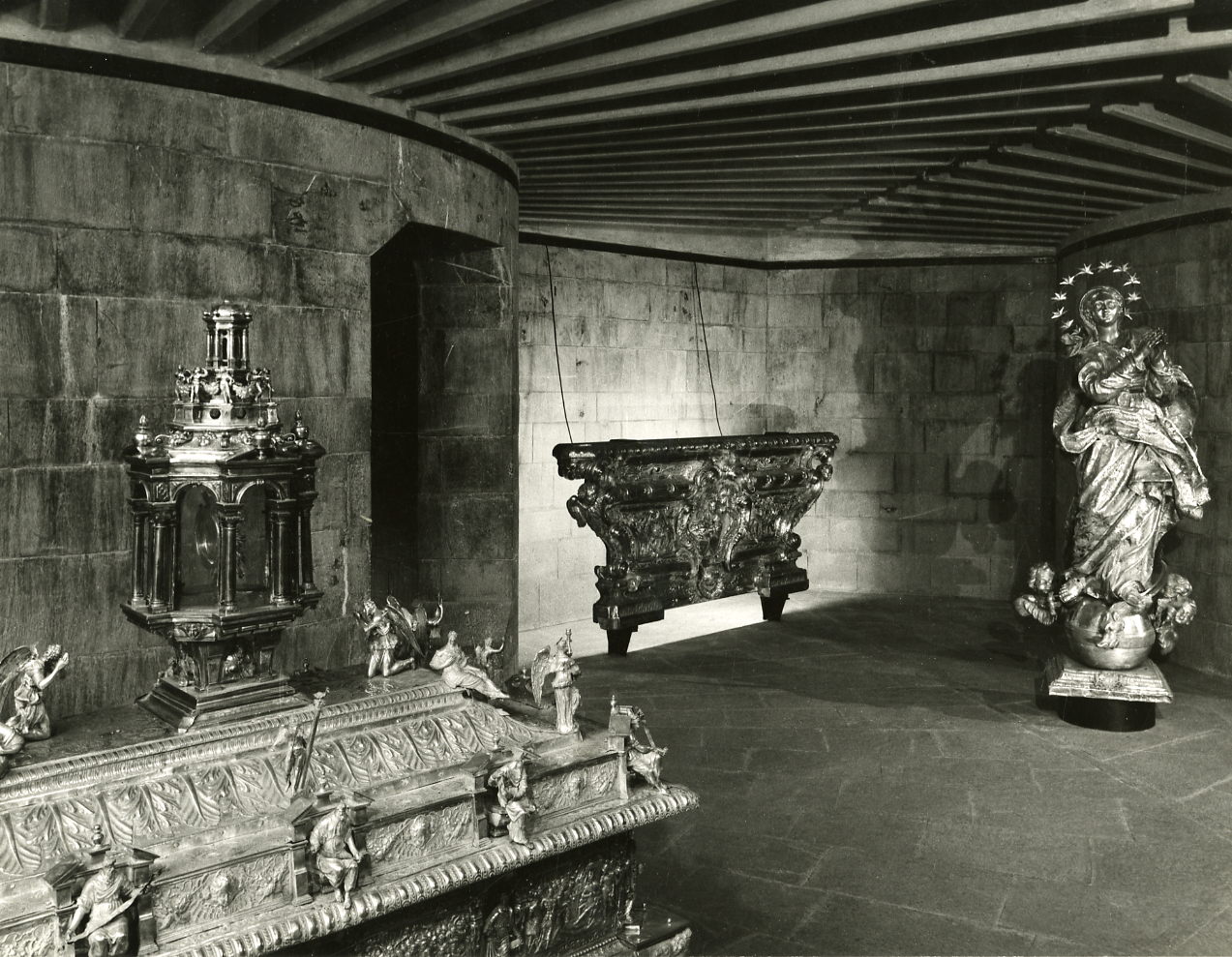
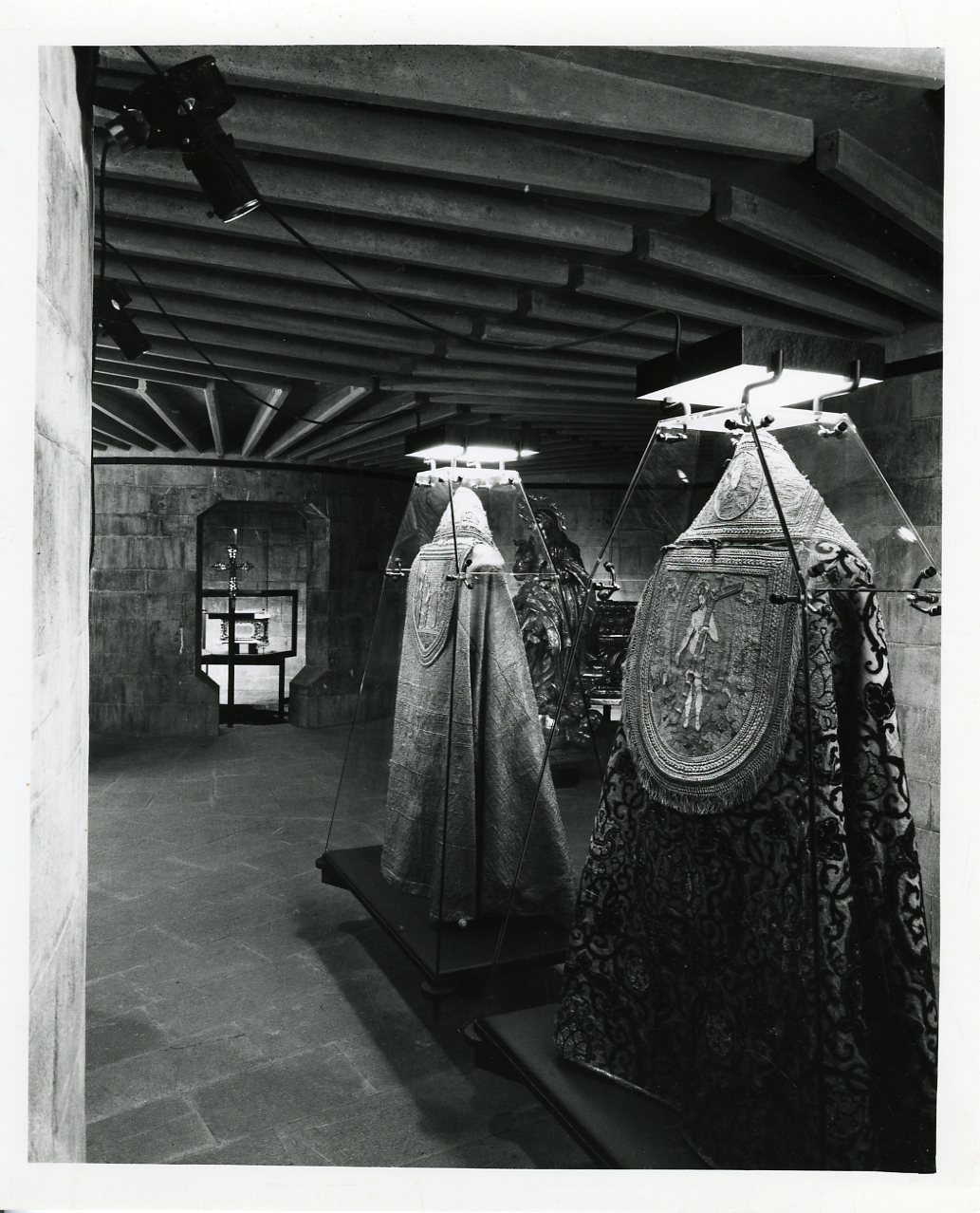
Paramenti del Cinquecento

## Opere d'arte

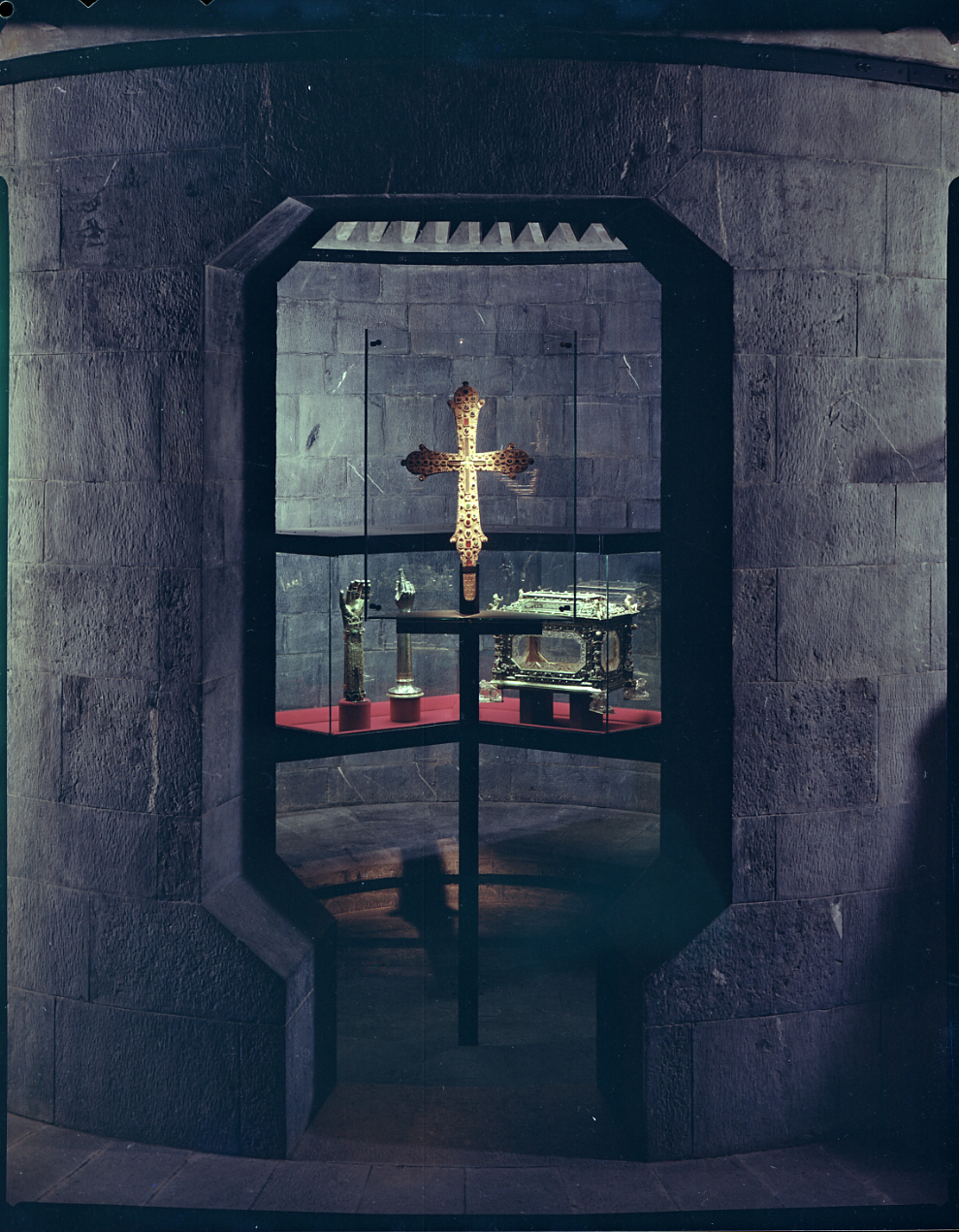
La Croce degli Zaccaria (in primo piano). Sul fondo a sinistra: i reliquiari del Braccio di Sant'Anna e del Braccio di San Giacomo. Foto di Paolo Monti, 1963.

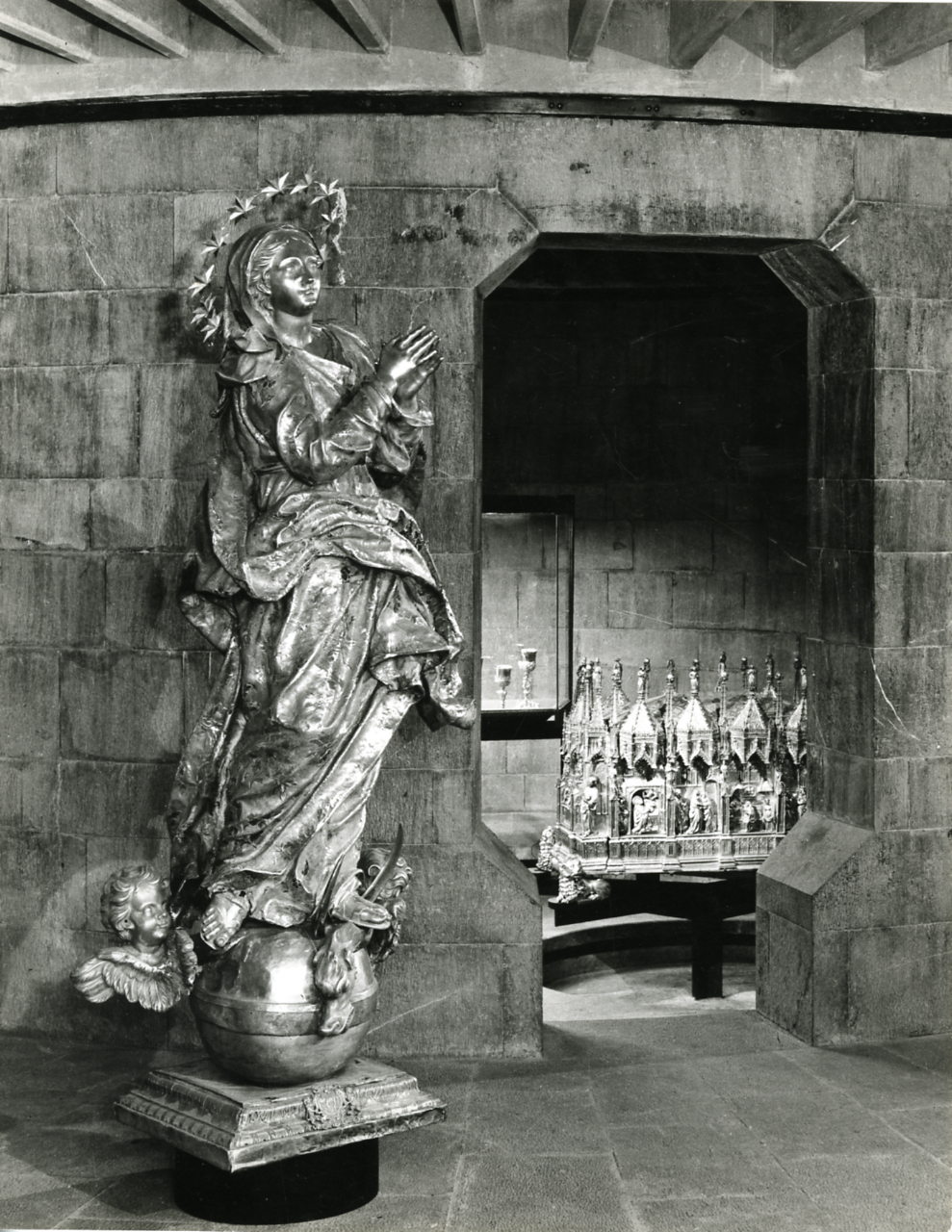
A sinistra: Francesco Maria Schiaffino, statua dell’Immacolata. A destra: arca processionale di San Giovanni Battista. Foto di Paolo Monti, 1963

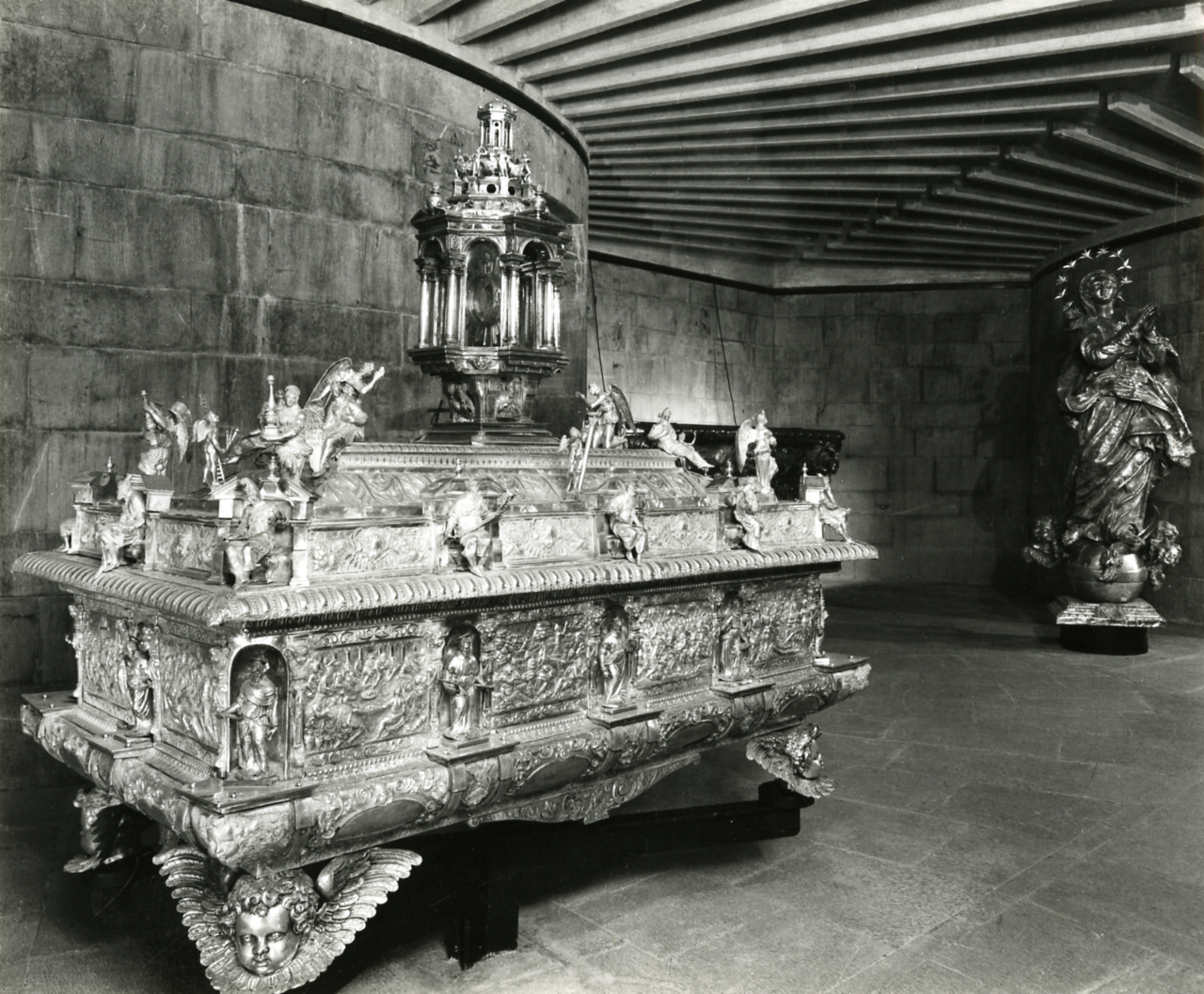
Arca processionale del Corpus Domini. Foto di Paolo Monti, 1963

Il museo raccoglie circa cinquanta oggetti. Essi si ricollegano, per origine e funzione a tre filoni:
1. Il nesso stretto fra istituzioni politiche cittadine e cattedrale.
2. Il culto speciale riservato a san Giovanni Battista quale patrono della città di Genova.
3. Le necessità del culto e della celebrazione, assicurate dal capitolo dei canonici.

Questa triplice origine e funzione spiega la proprietà dei pezzi, rispettivamente pertinenze del Comune di Genova, della protettoria della cappella di San Giovanni Battista e del capitolo della chiesa metropolitana.
Tra gli oggetti più significativi presenti nel museo si ricordano:
- Il Sacro Catino: giunse a Genova nel XII secolo come bottino di guerra, e per secoli fu ammirato e celebrato come reliquia dell'Ultima Cena di Cristo; è il cuore del museo.
- La Croce degli Zaccaria, reliquiario bizantino della Vera Croce, sfavillante di oro e di gemme, custodia di un frammento della croce di Cristo. La storia di questo oggetto è conosciuta a partire dall'VIII secolo, epoca in cui fu commissionata da un esponente della corte imperiale, al XIII, quando fu rifatta da un arcivescovo di Efeso, al XIV, quando, divenuta di proprietà di genovesi, che la lasciarono poi al Comune, gli arcivescovi di Genova iniziarono a utilizzarla per benedire il doge eletto.
- L'Arca detta Barbarossa (XII secolo), reliquiario romanico lavorato a sbalzo con vivaci storie del Battista sottolineate da dorature e gemme
- La grande Arca processionale per le reliquie del Battista, quattrocentesca, capolavoro dell'oreficeria tardogotica europea, modellata a forma di cattedrale e preziosamente decorata con scene della vita del Precursore lavorate in argento parzialmente dorato e arricchite da stesure smaltate.
- Il Piatto di San Giovanni, in calcedonio, opera antica di età imperiale romana, decorata da una testa del Precursore in oro e smalti en ronde bosse, che la tradizione vuole abbia accolto la testa del Battista. La decorazione della testa fu eseguita intorno al 1400 a Parigi per uno dei principi della casa di Valois, e donata alla Cattedrale di Genova da papa Innocenzo VIII Cybo, genovese, il quale lo aveva ereditato da Jean Balue, cardinale francese, persona che era stata in stretto rapporto coi Valois di Francia, Berry e Borgogna. Nel museo è stato realizzato un apposito accorgimento che consente di retroilluminare il piatto e di ammirare così il passaggio dalla caratteristica colorazione bianco-azzurrina a luce diffusa a una colorazione rossastra, percepibile solo quando la pietra dura viene attraversata dai raggi luminosi.

Fra le opere postmedievali sono importanti:
- lo Stipo delle ceneri, cofanetto in argento dorato, nato a Firenze alla fine del XVI secolo: è un oggetto di oreficeria profana realizzato negli atelier granducali, realizzato con cristalli intagliati, intarsi marmorei policromi, pietre e smalti.
- La grande Arca processionale del Corpus Domini, opera maestra degli argentieri genovesi della seconda metà del Cinquecento.
- I paliotti d'altare. Sono particolarmente ricchi e grandiosi quello di Melchiorre Suez (1599), con quattro magnifiche statue d'argento di Evangelisti, e quello "della Madonna", opera di un argentiere del primo Settecento.
- La statua della Madonna Immacolata, a grandezza naturale, lavorata a sbalzo dallo scultore Francesco Maria Schiaffino su commissione dei cittadini. La popolazione volle offrirla in dono al doge Giovanni Francesco II Brignole-Sale in riconoscimento per il ruolo da lui svolto durante la rivolta popolare che portò nel 1746 alla liberazione di Genova dall'occupazione delle truppe austriache.
- Preziosi paramenti cinquecenteschi, come il Piviale di Perin del Vaga e la Casula di Papa Gelasio[1].

E ancora:
- La Bolla di consacrazione della Cattedrale, emessa da Papa Gelasio II nel 1118 e dotata del sigillo plumbeo originale.
- Il Braccio di Sant'Anna, prezioso reliquiario bizantino dell'XI-XII secolo, e il Braccio di San Giacomo, simile nella concezione ma più tardo.

Infine, il quarto ambiente a pianta circolare ospita le opere di argenteria dei secoli XVIII, XIX e XX: calici, ostensori, croci, anelli e altri oggetti di fattura non solo genovese, molti dei quali donati al Tesoro da cardinali e pontefici: Pio IX, Leone XIII, Benedetto XV.